# جايمي ريس
جايمي ريس هو ملحن برتغالي، ولد في ديسمبر 1983.